# Sars-et-Rosières
Sars-et-Rosières is een gemeente in het Franse Noorderdepartement (regio Hauts-de-France). De gemeente telt 493 inwoners (2005) en maakt deel uit van het arrondissement Valenciennes.

## Geschiedenis
Sars-et-Rosières behoorde tijdens het ancien régime tot de heerlijkheid van de Abdij van Saint-Amand in Tournaisis. Tot 1521 was Tournaisis Frans. Het werd veroverd door keizer Karel V en bleef onderdeel van de Spaanse Nederlanden tot 1668 (Vrede van Aken). Terwijl de rest van Tournaisis in 1713 door de Vrede van Utrecht weer bij de Nederlanden kwam, bleven Saint-Amand en Sars-et-Rosières Frans.

## Geografie
De oppervlakte van Sars-et-Rosières bedraagt 2,6 km², de bevolkingsdichtheid is 189,6 inwoners per km².

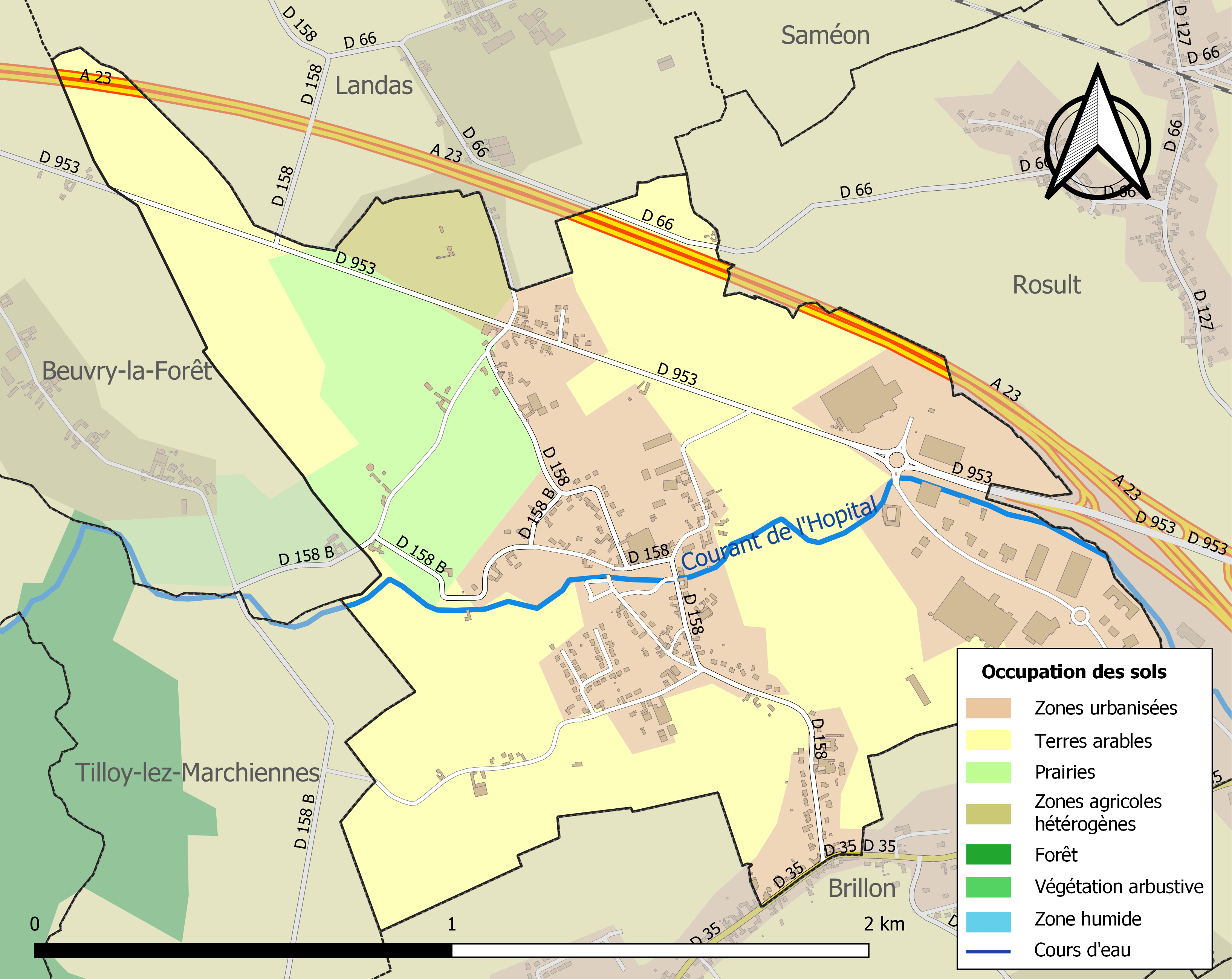
Kaart van de gemeente met belangrijkste infrastructuur, bodemgebruik en omliggende gemeenten

## Bezienswaardigheden
- De Onze-Lieve-Vrouw-Onbevlekt-Ontvangenkerk (Église de l'Immaculée-Conception) is een neogotisch kerkgebouw van 1852-1859.
- Het Château du Loir werd in 1401 gebouwd en was de zetel van de heerlijkheid, na verwaarlozing en een brand in 1919 bleef een ruïne over.

## Natuur en landschap
Door de plaats loopt de Courant de l'Hôpital. De hoogte aan de kerk bedraagt 19 meter.

## Demografie
Onderstaande figuur toont het verloop van het inwonertal (bron: INSEE-tellingen).

## Verkeer en vervoer
Door het noordoosten van de gemeente loopt de autosnelweg A23.

## Sport

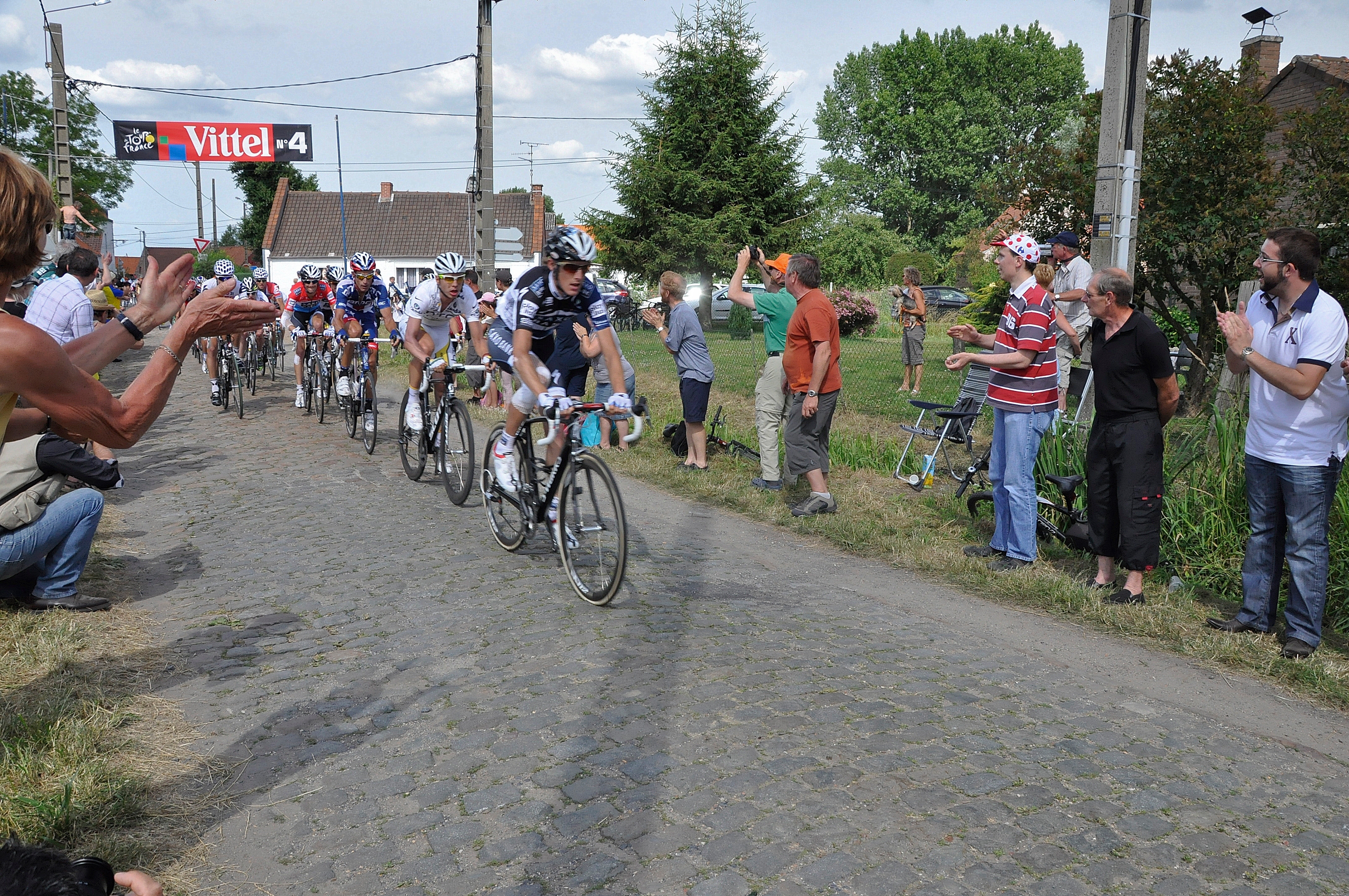
Andy Schleck en Fränk Schleck (4e, vlak voor zijn val en uitschakeling) tijdens de Ronde van Frankrijk 2010 op de kasseistrook te Sars-et-Rosières

In de gemeente ligt een deel van de secteur pavé de Tilloy-lez-Marchiennes à Sars-et-Rosières, een kasseistrook die meermaals werd opgenomen in het parcours van de wielerklassieker Parijs-Roubaix.

## Nabijgelegen kernen
Rosult, Brillon, Tilloy-lez-Marchiennes, Beuvry-la-Forêt, Landas